# Ена (Ґіфу)

35°26′58″ пн. ш. 137°24′46″ сх. д. / 35.44944° пн. ш. 137.41278° сх. д.
Е́на (яп. 恵那市, えなし, МФА: [ena ɕi̥]) — місто в Японії, в префектурі Ґіфу.

## Короткі відомості
Розташоване в південно-східній частині префектури, в середній течії річки Кісо. Виникло на основі постоялого містечка раннього нового часу на Середгірському шляху. Засноване 1 квітня 1954 року шляхом об'єднання населених пунктів повіту Ена — містечок Ой та Осасіма з селами Хіґасіно, Місато, Такенамі, Касаґі, Наканохо, Іїдзі. Основою економіки є виготовлення паперу, пульпи, виробництво електротоварів, годинників, фото- і відеокамер. Станом на 1 квітня 2009 площа міста становила 504,19 км². 

## Демографія
За даними японського перепису населення, населення Ени скоротилося за останні 40 років. Станом на 1 липня 2011 населення міста становило 53 416 осіб.